# Pterotaea albescens
Pterotaea albescens är en fjärilsart som beskrevs av Mcdunnough 1941. Pterotaea albescens ingår i släktet Pterotaea och familjen mätare. Inga underarter finns listade.